# 검은머리오리
검은머리오리는 기러기목 오리과의 새이다. 암수이형으로 암컷은 갈색, 수컷은 검은색 머리를 가지고 있다. 검은머리오리는 뻐꾸기류와 같이 탁란을 한다. 그러나 뻐꾸기류와는 달리 새끼나 암컷은 숙주 새의 알이나 새끼를 해치지 않는다. 새끼는 둥지를 떠나서 혼자 살아간다. 그 이유는 탁란하는 참새목의 새 (천인조과와 카우새류)는 미숙형 조류나 검은머리오리는 탁란종 중 유일한 조숙성 조류이기 때문이다. 숙주로는 다른 오리, 갈매기, 물닭, 아주 드물게는 맹금류가 있다. 검은머리오리는 아직 위협종으로 등재되지 않았다.